# Comuna Tranås
Tranås (Tranås kommun) este o comună din comitatul Jönköpings län, Suedia, cu o populație de 18.197 locuitori (2013).

## Geografie

### Zone urbane
Lista celor mai mari zone urbane din comună (anul 2015) conform Biroului Central de Statistică al Suediei:
| Nr | Zona urbană                 | Pop.   |
| -- | --------------------------- | ------ |
| 1  | Tranås                      | 14.550 |
| 2  | Sommen                      | 789    |
| 3  | Gripenberg                  | 300    |
| 4  | Hätte, Seglarvik și Sandvik | 219    |

## Demografie
| \| Evoluția demografică în comuna Tranås, 1970–2015 \| Evoluția demografică în comuna Tranås, 1970–2015 \| Evoluția demografică în comuna Tranås, 1970–2015 \| Evoluția demografică în comuna Tranås, 1970–2015 \| Evoluția demografică în comuna Tranås, 1970–2015 \| \| ----------------------------------------------------------------------------------------------------- \| ------------------------------------------------ \| ------------------------------------------------ \| ------------------------------------------------ \| ------------------------------------------------ \| \| An \| \| \| Locuitori \| \| \| 1970 \| 1970 \| \| 19266 \| 19266 \| \| 1975 \| 1975 \| \| 18717 \| 18717 \| \| 1980 \| 1980 \| \| 18380 \| 18380 \| \| 1985 \| 1985 \| \| 17900 \| 17900 \| \| 1990 \| 1990 \| \| 17806 \| 17806 \| \| 1995 \| 1995 \| \| 18040 \| 18040 \| \| 2000 \| 2000 \| \| 17686 \| 17686 \| \| 2005 \| 2005 \| \| 17765 \| 17765 \| \| 2010 \| 2010 \| \| 18119 \| 18119 \| \| 2015 \| 2015 \| \| 18546 \| 18546 \| \| Sursa: SCB - Statistika Centralbyrån, Folkmängd efter region, civilstånd, ålder och kön. År 1968–2016 \| \| \| \| \| |      |  |           |       |
| Evoluția demografică în comuna Tranås, 1970–2015 |      |  |           |       |
| An |      |  | Locuitori |       |
| 1970 | 1970 |  | 19266     | 19266 |
| 1975 | 1975 |  | 18717     | 18717 |
| 1980 | 1980 |  | 18380     | 18380 |
| 1985 | 1985 |  | 17900     | 17900 |
| 1990 | 1990 |  | 17806     | 17806 |
| 1995 | 1995 |  | 18040     | 18040 |
| 2000 | 2000 |  | 17686     | 17686 |
| 2005 | 2005 |  | 17765     | 17765 |
| 2010 | 2010 |  | 18119     | 18119 |
| 2015 | 2015 |  | 18546     | 18546 |
| Sursa: SCB - Statistika Centralbyrån, Folkmängd efter region, civilstånd, ålder och kön. År 1968–2016 |      |  |           |       |